# USS Skate (SS-305)
O USS Skate foi um submarino operado pela Marinha dos Estados Unidos e construído pelo Estaleiro Naval da Ilha Mare na Califórnia. Pertencente à Classe Balao, sua construção começou em agosto de 1942, sendo lançado ao mar em março de 1943. Ele foi comissionado na marinha em abri do mesmo e foi colocado em serviço na Guerra do Pacífico, patrulhando diversas ilhas e atacando vários navios japoneses. O Skate foi utilizado em operações de treinamento ao final da guerra e em seguida usado como alvo de testes na Operação Crossroads, sobrevivendo apesar de danos sérios. A embarcação foi rebocada para São Francisco, permanecendo em uma doca até ser afundada em um novo teste em outubro de 1948.